# Tàntal (fill de Tiestes)
|  | Per a altres significats, vegeu «Tàntal (desambiguació)». |

Tàntal (en grec antic Τάνταλος) fou el nom d'un fill de Tiestes o de Broteas i en ambdós casos un descendent de Tàntal (fill de Zeus).
Com fill de Tiestes juntament amb el seu germà Plístenes fou mort per Atreu i servit en un banquet al seu pare.